# Wanadri
Wanadri is een bestuurslaag in het regentschap Banjarnegara van de provincie Midden-Java, Indonesië. Wanadri telt 3773 inwoners (volkstelling 2010).